# Winston McCall
Winston Thomas McCall (nascido em 06 de setembro de 1981 em Byron Bay, New South Wales, Austrália) é um australiano, vocalista, compositor e membro fundador da banda australiana de Metalcore Parkway Drive e de sua banda paralela de Hardcore punk Rain Dogs. McCall é uns dos poucos vocalistas de metalcore moderno a renunciar vocais limpos. Ele segue um estilo de vida Straight edge e também é vegetariano.

## Biografia
Cresceu em Byron Bay, na Austrália, os interesses de McCall incluem surf e bodyboard. McCall tem várias tatuagens em seu corpo, incluindo "BBHC" em seu braço esquerdo, representando "Byron Bay Hardcore scene" que a sua banda Parkway Drive faz parte do movimento.
Winston McCall formou Parkway Drive no final de 2002 com Luke Kilpatrick, Jeff Ling, Ben Gordon e o primeiro baixista Brett Versteeg em Byron Bay, ensaiava na casa de um dos membros o chamado "Parkway House". McCall escreveu todas as canções do Parkway, e tem sido o vocalista desde o início da banda. Com sua banda ele lançou quatro álbum de estúdio, o álbum Deep Blue em 2010 ganhou o ARIA AWARD de  Melhor Rock/Álbum e disco de Heavy Metal e foi certificado de ouro em vendas pelo ARIA e o Atlas também foi certificado de ouro em vendas pelo ARIA em 2012.
McCall formou a sua banda paralela Rain Dogs com o ex-baixista Kevin Call do Comeback Kid, eles lançaram uma demo em 2013. Irmão mais novo de McCall, Oscar McCall, é o vocalista do grupo de Hardcore punk, 50 Lions.

## Discografia
Álbuns de estúdio
- Killing With A Smile (2005)
- Horizons (2007)
- Deep Blue (2010)
- Atlas (2012)

- I Killed the Prom Queen / Parkway Drive: Split CD (2003)
- Don't Close Your Eyes (2004)